# Álex Blanco
Álex Blanco, né le 16 décembre 1998 à Benidorm en Espagne, est un footballeur espagnol qui évolue au poste d'ailier gauche.

## Biographie

### En club
Né à Benidorm en Espagne, Álex Blanco est formé par le Valence CF, puis par le FC Barcelone de 2014 à 2016, avant de retourner à Valence. Il joue son premier match en équipe première le 30 octobre 2018, lors d'une rencontre de coupe d'Espagne face au CD Ebro remportée par son équipe sur le score de deux buts à un.
Le 9 juillet 2019, après avoir prolongé son contrat avec le Valence CF, Blanco est prêté dans la foulée au Real Saragosse,, club évoluant en deuxième division espagnole.
Il fait ensuite son retour à Valence et inscrit son premier but en équipe première le 21 mars 2021 contre le Grenade CF. Il est titulaire et son équipe l'emporte ce jour-là par deux buts à un.
Le 18 janvier 2022, Álex Blanco quitte définitivement le Valence CF afin de rejoindre l'Italie pour s'engager en faveur du Côme 1907. Il signe un contrat courant jusqu'en juin 2024,.
Il inscrit son premier but pour Côme le 30 avril 2022, lors d'une rencontre de championnat face au Reggina 1914. Il est titularisé et participe à la victoire de son équipe par quatre buts à un.

### En sélection nationale
Álex Blanco connait trois sélections avec l'équipe d'Espagne des moins de 17 ans en 2014.